# Liste der Monuments historiques in Girondelle
Die Liste der Monuments historiques in Girondelle führt die Monuments historiques in der französischen Gemeinde Girondelle auf.

## Liste der Objekte
| Bezeichnung | Beschreibung           | Standort                             | Kennzeichnung | Schutzstatus | Datum | Bild |
| ----------- | ---------------------- | ------------------------------------ | ------------- | ------------ | ----- | ---- |
| Taufbecken  | Stein, 12. Jahrhundert | Foulzy, in der Kirche St-Rémi (Lage) | PM08000199    | Classé       | 1963  |      |